# Tragogomphus ellioti
Tragogomphus ellioti – gatunek ważki z rodziny gadziogłówkowatych (Gomphidae).